# St.-Trinitatis-Kirche (Weigersdorf)

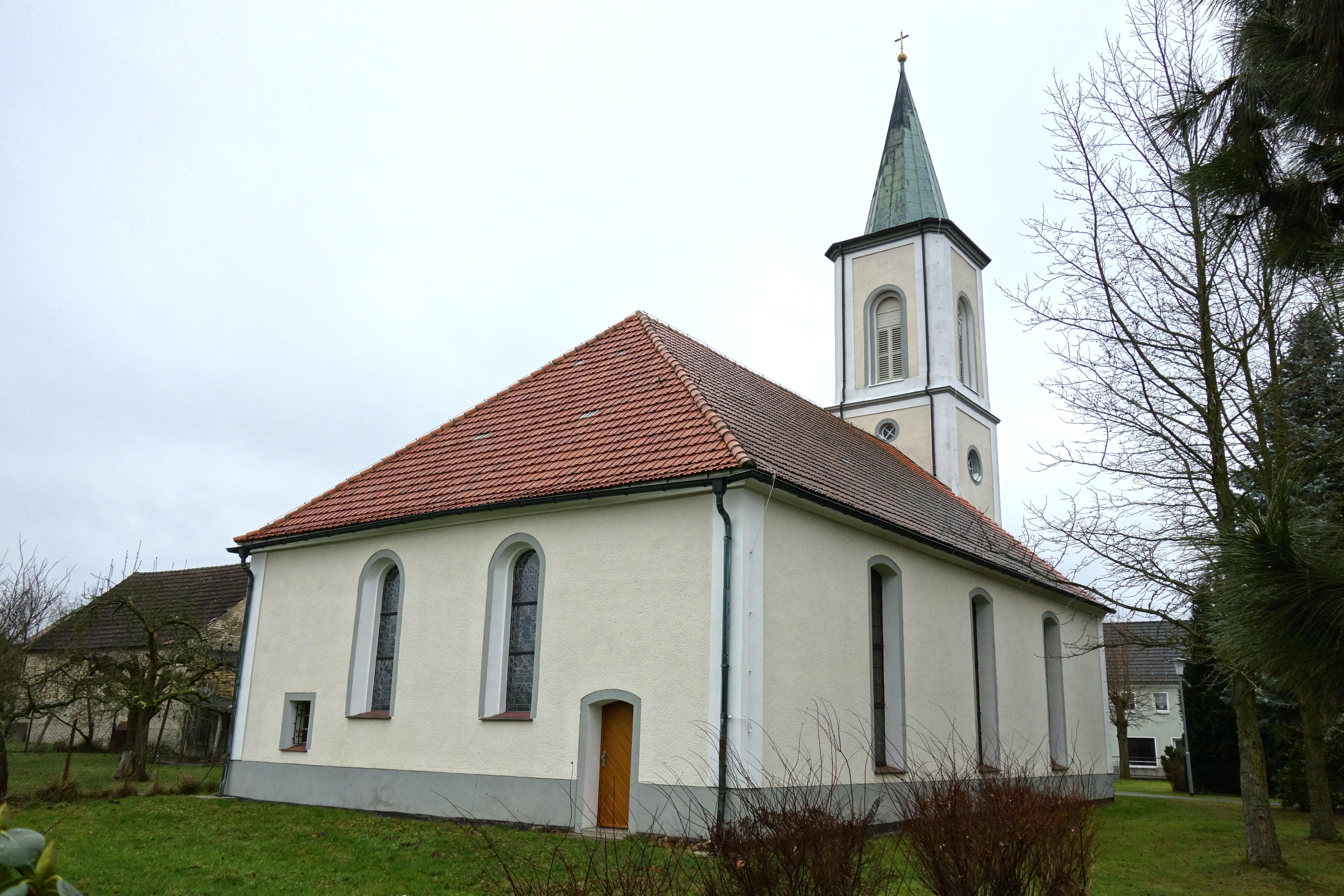
Ansicht von Nordosten (2018)

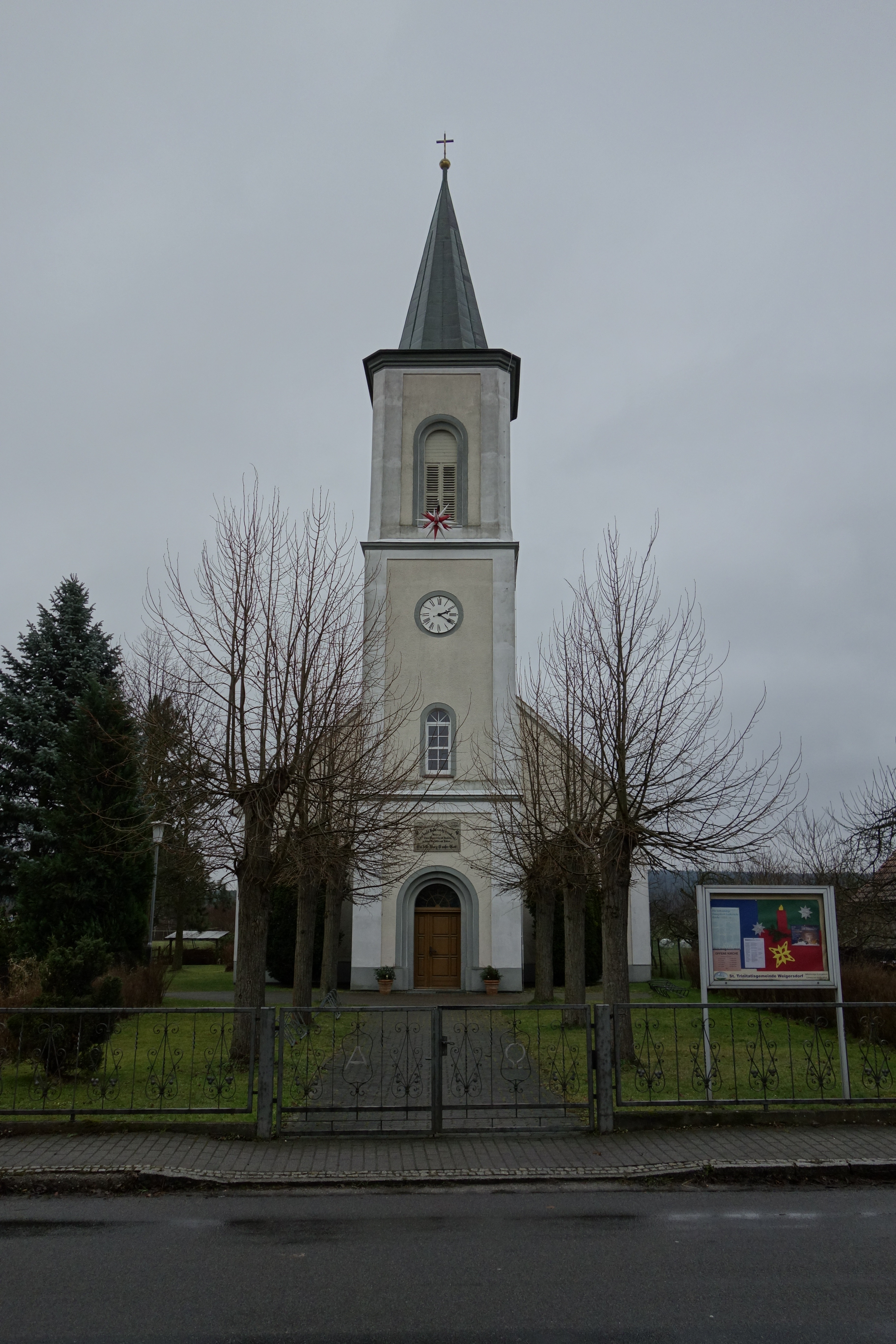
St.-Trinitatis-Kirche (2018)

Die St.-Trinitatis-Kirche ist ein Kirchengebäude der Selbständigen Evangelisch-Lutherischen Kirche und befindet sich im Ortsteil Weigersdorf der Gemeinde Hohendubrau im Landkreis Görlitz in der sächsischen Oberlausitz. Die Kirche steht als Bauwerk von bau- und ortsgeschichtlicher Bedeutung unter Denkmalschutz.

## Architektur und Geschichte

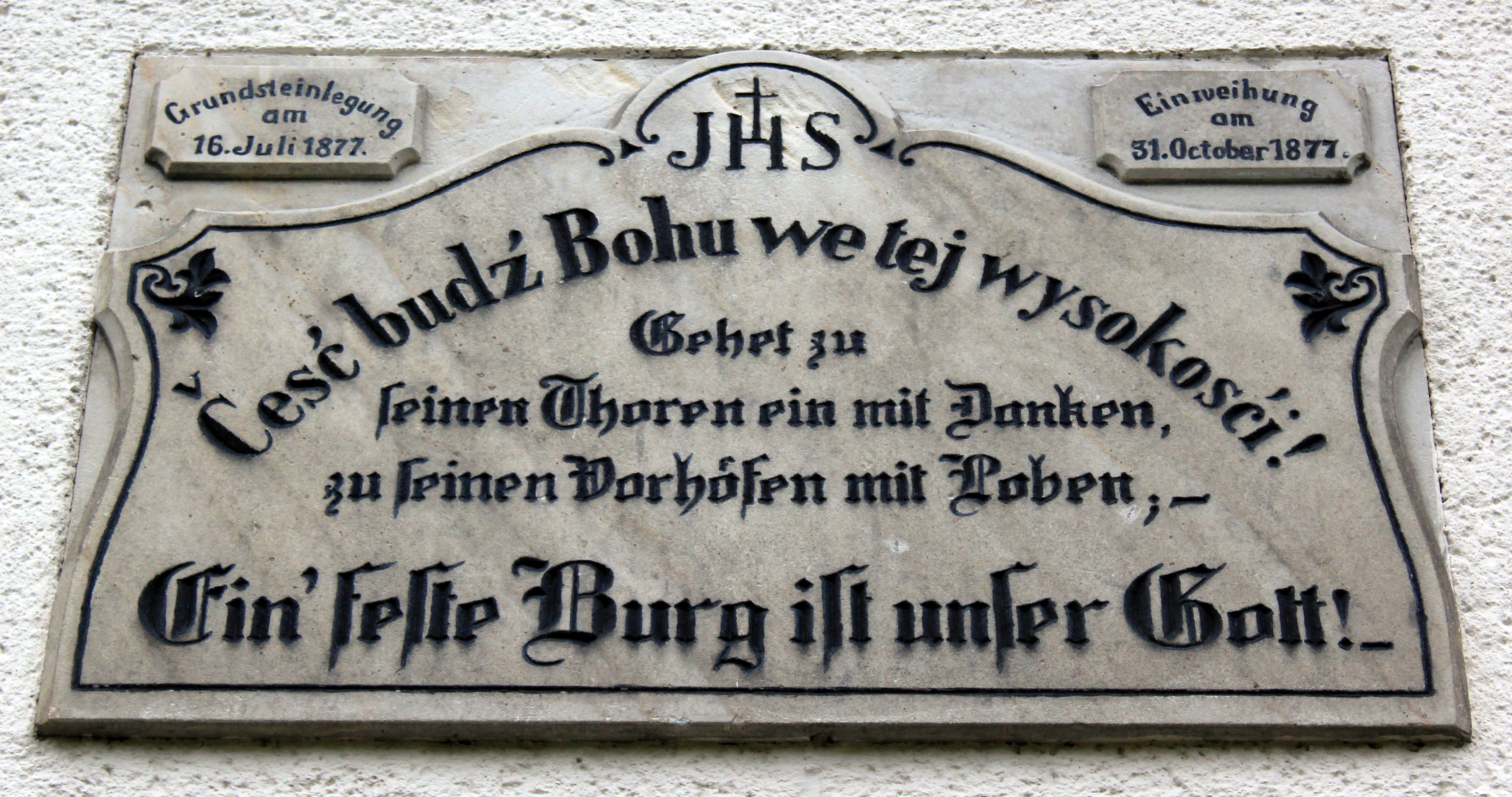
Zweisprachige Inschriftplatte über dem Eingangsportal zur Erinnerung an den Turmbau

Die Weigersdorfer Saalkirche wurde im Jahr 1846 als Kirche der Altlutheraner nach deren gesetzlicher Duldung im Jahr zuvor zunächst ohne Turm gebaut. Der Grundstein für den Anbau des Westturms wurde am 16. Juli 1877 gelegt, vorher war es altlutherischen Kirchen nicht erlaubt, Türme anzubauen. Am 31. Oktober 1877 wurde der Turm eingeweiht.
Das Kirchenschiff ist ein rechteckiger Bau mit breitem flachen Ostschluss und einem Walmdach. An den Längsseiten hat die Kirche hohe segmentbogige Fenster, der Altarraum hat Rundbogenfenster und einen segmentbogigen Zugang. Der Westturm ist dreigeschossig; die einzelnen Geschosse sind durch Gesimse voneinander abgehoben, das Glockengeschoss hat abgeschrägte Ecken. Dort befinden sich Klangarkaden in rundbogigen, abgestuften Blenden mit Turmuhren in der nördlichen und südlichen Blende. Im zweiten Geschoss hat der Turm Ochsenaugenfenster im Norden, Osten und Süden und eine Turmuhr im Westen. In der Westwand befindet sich ein rundbogiges, abgestuftes Eingangsportal. Über dem Portal ist eine Inschriftplatte mit dem sorbischen Satz „Česć budź Bohu we tej wysokosći“ („Ehre sei Gott in der Höhe“), die an den Turmbau erinnert. Abgeschlossen ist der Turm durch einen verkupferten Spitzhelm. Die Fassade der Kirche ist mit weiß geputzten Ecklisenen gegliedert.

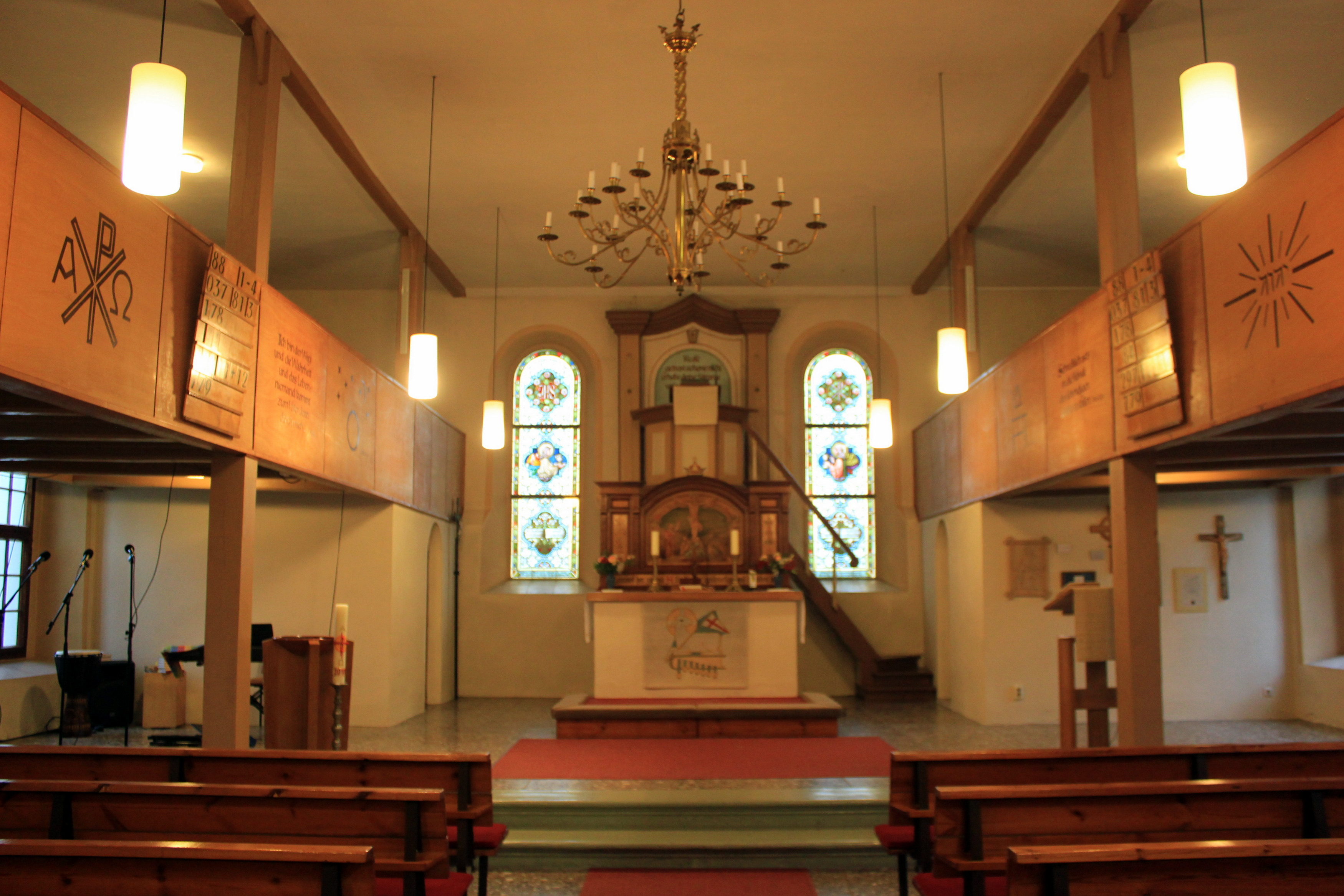
Blick zum Altar (2017)

Im Innenraum ist die Kirche flach gedeckt mit einer umlaufenden eingeschossigen Holzempore an drei Seiten. Die Brüstungsfelder der Empore sind zum Teil mit sorbisch- und deutschsprachigen Bibelversen versehen. Die Ausstattung der Weigersdorfer Kirche stammt aus der Bauzeit. Der Kanzelaltar hat einen fünfseitigen schmucklosen Kanzelkorb. Im Hauptfeld befindet sich eine Darstellung der Kreuzigung Jesu.

## Kirchengemeinde
In die 1843 gegründete altlutherische Kirchengemeinde Weigersdorf sind die Lutheraner der Dörfer Weigersdorf, Dauban, Förstgen, Gebelzig, Groß Saubernitz, Leipgen, Maltitz, Nieder-Oelsa und Ober Prauske gepfarrt. Gottesdienste fanden damals jeden Sonntag in sorbischer und in deutscher Sprache statt. Ab 1848 war Jan Kilian Pfarrer in Weigersdorf, er wanderte 1854 mit etwa 600 weiteren Sorben aus der Oberlausitz in die Vereinigten Staaten aus, wo er die Siedlung Serbin im Bundesstaat Texas begründete.
Die Trinitatisgemeinde Weigersdorf gehört zum Kirchenbezirk Lausitz der Selbständigen Evangelisch-Lutherischen Kirche.